# Marienborg (Møn)
 Der er flere lokaliteter med dette navn, se Marienborg (flertydig).
Marienborg er et gods på Vestmøn i Damsholte Sogn med en tilhørende stor park, hvortil der er offentlig adgang. Marienborg har ikke længere en hovedbygning, da den blev revet ned i 1984. Til godset hører den romantiske stråtækte forpagtergård Egeløkke (eller Egelykke).
Marienborg Gods er på 1.394 hektar med de tre gårde Egelykke, Lille Lind og Frøhavegård.

## Marienborgs historie
I 1668 gav Frederik 3. en del gods på Møn, herunder gården Nygård, som belønning til ritmester Jacob Nielsen Danefer (eller Danefærd, efter hvem Jakob Danefærds Vej på Frederiksberg har navn) for at have erobret et svensk skib og bragt dette med gods og danske krigsfanger til København. Han beholdt tilsyneladende kun stedet kort tid. Senere blev der opført og indrettet en hovedbygning, der var bolig for Samuel Christoph von Plessen, der i 1685 var blevet amtmand på Møn. Plessen anvendte bl.a. sten fra Steges bymur til byggeriet. Plessen var en berygtet 'bondeplager', som endte med at blive sat i husarrest, hvor han døde, inden han kom for retten. Efter Plessens død blev amtmandsboligen i 1697 helt eller delvis nedrevet. Casper Gottlob Moltke, der var amtmand 1703-28, istandsatte ejendommen og opførte en ny hovedbygning i 1707. I 1739-47 havde lensgreve Adam Gottlob Moltke ejendommen, men overdrog den til den ny amtmand Frederik Christian von Møsting mod en betaling på 6.000 rigsdaler for bygningen. Denne lod i 1769 atter ejendommen overgå til kronen mod en godtgørelse for bygningen.
Ved et salg af krongodset på Møn i 1769 købte bønderne ejendommen; men da de ikke kunne stille kaution, købte regimentskvartermester Fleischer fra Næstved i fællesskab med Magnus Bering Beringskjold den i stedet. Kort efter overtog Beringskjold alene ejendommen, som han senere navngav Marienborg efter sin hustru Marie Kirstine von Cappelen. Beringskjold solgte godset videre i 1776 til Charles François Bosc de la Calmette, hvis søn Antoine Bosc de la Calmette overtog det efter hans død i 1781. Gården kaldtes da Calmettenborg. Sønnen Charles Bosc de la Calmette overtog derefter godset, og efter hans død solgtes det i 1821 til den senere hofjægermester Peter Adolph Tutein, som også købte den tørlagte Kostervig. Han opførte i 1853-1855 en ny hovedbygning med tårn i stil som et italiensk palads efter tegning af arkitekt V.Th. Walther. I 1888 købtes stedet af hofjægermester Hemming Moltke, som i 1893 nedrev den gamle hovedbygning fra Casper Moltkes tid og opførte med tårnet som forbindelse i stedet en ny bygning ved arkitekt Axel Berg. En brand ødelagde flere bygninger i 1908. Moltkes enke Clara Moltke født Schnack overdrog godset i 1948 til sønnesønnen P.C.F.G Moltke.
Marienborgs hovedbygning blev nedrevet 1984. Forfatteren Elsa Gress, som er begravet ved Damsholte Kirke, boede fra 1972 i gartnerboligen i et hjørne af Marienborgs park og kæmpede forgæves mod nedrivningen, der dels skyldtes, at en renovering efter mange års forfald ville være for kostbar, dels høje arveafgifter. 
I 2015 blev Arbejdsrefugiet Villa Gress stiftet af Pia Thanning som et privat initiativ, og gartnerboligen har siden fungeret som arbejdssted og refugium for blandt andre forfattere, billedkunstnere og forskere. I 2020, 2021 og 2023 har Pia Thanning udvidet Villa Gress og har inddraget yderligere tre huse under Marienborg Gods i refugiet, som altså i dag tæller fire huse.

## Ejere af Marienborg
- (1668) Kronen.
- (1668-1673) Jacob Nielsen Danefer.
- (1673-1685) Kronen.
- (1685-1697) Samuel Christoph von Plessen.
- (1697-1703) Kronen.
- (1703-1728) Casper Gottlob Moltke.
- (1728-1739) Kronen.
- (1739-1747) Adam Gottlob Moltke.
- (1747-1769) Frederik Christian von Møsting.
- (1769) Kronen.
- (1769-1772) Esaias Fleicher / Magnus Beringschiold.
- (1772-1777) Magnus Beringschiold.
- (1777-1781) Charles François Bosc de la Calmette.
- (1781-1803) Pierre Antoine Gérard Bosc de la Calmette.
- (1803-1820) Charles Bosc de la Calmette.
- (1820-1821) Charles Reinhard Bosc de la Calmettes dødsbo.
- (1821-1885) Peter Adolph Tutein.
- (1885-1888) Peter Adolph Tuteins dødsbo.
- (1888-1927) Hemming Vilhelm greve Moltke.
- (1927-1948) Clara Schnack gift Moltke.
- (1948-1984) Peter Christian Frederik Gustav greve Moltke.
- (1984-) Birgitte Anna Caroline Hansdatter kometesse Moltke gift Natorp.